# Vale da Madre
Vale da Madre is een plaats (freguesia) in de Portugese gemeente Mogadouro en telt 154 inwoners (2001).